# Drummond (Familienname)
Drummond ist ein englischer Familienname.

## Namensträger
- Adam Drummond, 17. Baron Strange (* 1953), britischer Adeliger
- Alexander Drummond (1698–1769), britischer Freimaurer, Reiseschriftsteller und Konsul
- Alice Drummond (1928–2016), US-amerikanische Schauspielerin
- Alison Drummond (1903–1984), neuseeländische Autorin, Historikerin und Herausgeberin
- Andre Drummond (* 1993), US-amerikanischer Basketballspieler
- Andrew Drummond (1944–2010), britischer Klassischer Philologe
- Annabella Drummond (um 1350–1401), schottische Königin 1390 bis 1401
- Anne Drummond (* 1980), US-amerikanische Jazzmusikerin
- Anneli Drummond-Hay (1937–2022), britische Reiterin und Trainerin
- Bill Drummond (* 1953), britischer Musiker und Konzeptkünstler
- Billy Drummond (* 1959), US-amerikanischer Jazz-Schlagzeuger
- Carlos Drummond de Andrade (1902–1987), brasilianischer Lyriker
- Celia Deane-Drummond (* 1956), britische Biologin und Theologin
- Cherry Drummond, 16. Baroness Strange (1928–2005), britische Adlige und Autorin
- Dean Drummond (1949–2013), US-amerikanischer Musiker, Komponist, Dirigent
- Don Drummond (1934–1969), jamaikanischer Musiker
- Dougal Drummond, schottischer Geistlicher
- Dugald Drummond (1840–1912), schottischer Lokomotivkonstrukteur
- Eric Drummond, 7. Earl of Perth (1876–1951), britischer Politiker und Diplomat
- Flora McKinnon Drummond (1878–1949), englische Frauenrechtlerin
- Gerald Drummond (* 1976), costa-ricanischer Fußballspieler
- Gilbert Heathcote-Drummond-Willoughby, 2. Earl of Ancaster (1867–1951), britischer Peer, Offizier und Politiker
- Gordon Drummond (1772–1854), britischer General
- Grace Marguerite Hay Drummond-Hay (1895–1946), britische Journalistin
- Henry Drummond (Bankier) (1786–1860), englischer Bankier und Politiker
- Henry Drummond (Schriftsteller) (1851–1897), schottischer Schriftsteller und Dozent
- Henry Maurice Drummond-Hay (1814–1896), schottischer Vogelkundler und Ichthyologe
- Jack Drummond (1891–1952), britischer Biochemiker
- James Drummond, 4. Earl of Perth (1648–1716), schottischer Staatsmann und Jakobiter
- James Drummond, 3. Duke of Perth († 1746), schottischer Adliger, Earl of Perth
- James Drummond (Gouverneur) († nach 1809), britischer Kolonialgouverneur
- James Drummond (Botaniker) (1784–1863), schottischer Botaniker und Naturforscher
- James Drummond (Maler) (1816–1877), schottischer Maler
- James Drummond, 8. Viscount of Strathallan (1839–1893), britischer Offizier und Politiker
- James Eric Drummond (1876–1951), britischer Politiker und Diplomat, siehe Eric Drummond, 7. Earl of Perth
- James Lawson Drummond (1783–1853), britischer Arzt und Naturforscher
- James Mackay Drummond (1869–1940), neuseeländischer Journalist und Zoologe
- James Montague Frank Drummond (1881–1965), britischer Botaniker und Hochschullehrer
- James Ramsay Drummond (1851–1921), schottischer Botaniker
- Jane Heathcote-Drummond-Willoughby, 28. Baroness Willoughby de Eresby (* 1934), britische Adlige
- Jervis Drummond (* 1976), costa-ricanischer Fußballspieler
- John Drummond, 4. Duke of Perth (1714–1747), französisch-schottischer Adliger, Offizier und Jakobit
- John Drummond, 8. Earl of Perth (1907–2002), schottischer Peer, Banker und Politiker
- John Drummond (Kulturmanager) (1934–2006), britischer Kulturmanager bei der BBC
- John Drummond (Komponist) (* 1944), neuseeländischer Komponist
- Jon Drummond (* 1968), US-amerikanischer Leichtathlet
- Josiah Hayden Drummond (1827–1902), US-amerikanischer Anwalt und Politiker
- Kate Drummond (* 1975), kanadische Schauspielerin, Filmproduzentin, Synchronsprecherin und Lehrerin
- Margaret Drummond (um 1340–1375), schottische Königin 1364 bis 1371
- Michaela Drummond (* 1998), neuseeländische Radrennfahrerin
- Muluka Miti-Drummond, sambische Juristin, Menschenrechtsaktivistin und Expertin für Albinismus
- Norman Drummond (* 1939), schottischer Radrennfahrer
- Peter Drummond-Murray († 2014), britischer Banker und Heraldiker
- R. Paul Drummond (Robert Paul Drummond; 1947–2007), US-amerikanischer Komponist und Musikpädagoge
- Ray Drummond (* 1946), US-amerikanischer Jazzbassist
- Robert Hay Drummond-Hay (1846–1926), britischer Konsul und Staatsbeamter
- Robert Hay-Drummond (Bischof) (1711–1776), britischer anglikanischer Geistlicher, Erzbischof von York
- Robert Hay-Drummond, 10. Earl of Kinnoull (1751–1800), britischer Peer und Lord Lyon King of Arms
- Ronaldo Drummond (1946–2020), brasilianischer Fußballspieler
- Sam Drummond (* 1971), australischer Biathlet
- Thomas Drummond (Botaniker) (1780–1835), britischer Pflanzenkundler
- Thomas Drummond (1797–1840), britischer Offizier, Ingenieur und Staatsbediensteter
- Thomas Hay-Drummond, 11. Earl of Kinnoull (1785–1866), britischer Peer und Lord Lyon King of Arms
- Tim Drummond (1940–2015), US-amerikanischer Bassist und Studiomusiker
- Tony Deane-Drummond (1917–2012), britischer Generalmajor
- William Drummond (Gouverneur) († 1677), schottischer Gouverneur der Provinz Carolina
- William Drummond, 6. Earl of Perth (1871–1937), britischer Offizier
- William Drummond of Hawthornden (1585–1649), schottischer Dichter
- William Drummond of Logiealmond (um 1770–1828), schottischer Diplomat, Politiker, Dichter und Philosoph
- William Henry Drummond (1854–1907), irisch-kanadischer Lyriker